# 慕容雪村
慕容雪村（1974年—），本名郝群，山东平度人，中国当代著名网络作家，畢業于中國政法大學。主要作品有：长篇小说《成都，今夜请将我遗忘》、《天堂向左，深圳往右》、《伊甸樱桃》，散文小说集：《遗忘在光阴之外》、小说《原谅我红尘颠倒》，其作品被译为英文、德文、法文、越南文、日文、韩文等多国文字。最新作品非虛構小說：《禁城：武漢傳來的聲音》。他是中国大陆广为人知的公共知识分子。

## 生平
1974年，慕容雪村出生在中国山东省平度市，14岁迁居吉林省白山市，慕容雪村曾在中国政法大学读书，1996年大学毕业后，去了四川省成都市，2001年写出处女作《成都，今夜请将我遗忘》。
2009年12月29日，他深入江西上饶传销团伙23天，写出《中国，少了一味药》，以亲身经历解析传销骗局，试图将传销者拉出火坑，但是现实是几多无奈。此作品實際上藉由小說中的傳銷來隱喻中國的現況，也因此受到中共當局的關注。
2010年12月，慕容雪村获得了人民文学奖的“特别行动奖”。
2013年5月11日慕容雪村的新浪微博因以「散播謠言」為由被封鎖，不久被註銷，其腾讯、网易、獀狐的全部中国互联网微博帐户均被不明原因注销，在香港接受BBC中文网专访談起此事。
2020年4月慕容雪村前往武漢採訪病亡市民的家人以及因封城遭遇食物和藥品短缺的市民，遭到中國國安單位電話騷擾和威脅。他於2021年8月流亡海外，2022年3月出版非虛構小說《禁城：武漢傳來的聲音》。

## 风格
慕容雪村以非虚构性小说而著名，慕容雪村在被《人物周刊》采访时揭示自己的文字风格深受拉美魔幻现实主义作家加西亚·马尔克斯、英国作家格雷厄姆·格林、美国作家欧内斯特·海明威、自由主义作家胡适的影响。

## 争议
2013年1月6日，慕容雪村发微博称其欲入厦门大学游玩却遭到安保拒绝。于是以此为例称现今中国大学门禁森严，批评如今大学是“大学之道，在门卫，在围墙，在像个衙门……在亲党，在懂政治，在稳定压倒一切。”
随后网友指出1月6日处于中国全国研究生入学考试考期。该考试与中国大陆高考一样，是全国瞩目的极重要考试。按照考试规定，大学考场将会进行封闭，必须出示身份证和准考证才可进入，以便为考生营造一个安静考试的环境。另有网友指出其对“大学之道”的引用是错误的。
在网友指出厦门大学当日禁入的原因后，慕容雪村表示依旧不会删除该条微博。

## 作品
- . 中国和平出版社. 2011年: 212. ISBN 9787802018556 （中文（中国大陆））.
- . 中国和平出版社. 2011年: 236. ISBN 9787802018549 （中文（中国大陆））.
- . 浙江文艺出版社. 2011年: 267. ISBN 9787533931872 （中文（中国大陆））.
- . 纽约时报出版社. 2015年 （美国英语）.. （页面存档备份，存于）美国之音报道
- . 中国和平出版社. 2011年: 228. ISBN 9787802018532 （中文（中国大陆））.
- . 中国和平出版社. 2010年: 246. ISBN 9787513700665 （中文（中国大陆））.
- 《禁城》，內容與2020年武漢封城有關[12]
- . Hardie Grant Books. 2022年: 320. ISBN 9781743798744 （美国英语）.

新报社